# Río de Collacagua
Río de Collacagua är ett periodiskt vattendrag i Chile.   Det ligger i regionen Región de Tarapacá, i den norra delen av landet, 1 500 km norr om huvudstaden Santiago de Chile.
Omgivningen kring Río de Collacagua är ofruktbar med lite eller ingen växtlighet. Området är nästan obefolkat, med mindre än två invånare per kvadratkilometer.